# Nicola Tempesta
Nicola Tempesta (28. června 1935 Neapol – 20. února 2021 Neapol) byl italský judista těžké váhy, jeden z průkopníků juda v Evropě. Měřil 181 cm a vážil 108 kg, byl známý pod augmentativem Nicolone. 
Od roku 1950 byl členem klubu Associazione Polisportiva Partenope. V roce 1952 vyhrál italský odborářský šampionát ENAL. Na mistrovství Evropy v judu 1957 v Rotterdamu zvítězil v kategorii nad 80 kg a získal tak pro italské judo první evropský titul. V roce 1961 vyhrál v Miláně evropský šampionát pro judisty se čtvrtým danem. Celkem získal na mistrovství Evropy devět medailí.
Pětkrát se stal judistickým mistrem Itálie bez rozdílu vah. Reprezentoval Itálii při olympijské premiéře juda na LOH 1964, kde obsadil v nejtěžší váhové kategorii šesté místo. Startoval také na olympiádě v roce 1972, kde vypadl v prvním utkání s Američanem Douglasem Nelsonem.
Po ukončení kariéry byl Tempesta mezinárodním rozhodčím a technickým ředitelem italské reprezentace. Zasloužil se také o zavedení výuky juda v neapolském sirotčinci organizace ENAOLI. Byl spoluautorem knihy Judo Sport e Tradizione - La cultura del Judo. V závěru života se stal nositelem devátého danu. S manželkou Elvirou měl čtyři děti, zemřel po těžké nemoci ve věku 85 let.